# Relations entre la Communauté andine des Nations et l'Union européenne
Les relations entre la Communauté andine des Nations et l'Union européenne remontent à un accord de coopération entre l'Union et le Pacte andin (qui deviendra la CAN, de 1993, entré en vigueur en 1998.
En 1996, une déclaration commune sur le dialogue politique est signée à Rome par les deux organisations permettant l'institutionnalisation de leur relation.

## Sources

## Compléments